# Húnavatn

Húnavatn (”Björnungesjön”) är en strandsjö i kommunen Húnavatnshreppur i regionen Norðurland vestra på nordvästra Island. Sjön, som är ungefär en halv mil lång och ganska smal, är den östligaste av tre strandsjöar som ligger bredvid varandra längs fjorden Húnafjörðurs södra sträckning. De övriga två är Sigríðarstaðavatn och Hóp. Húnavatn får det mesta av sitt vatten från älven Vatnsdalsá och står genom denna i förbindelse med sjön Flóðið, som skapades genom ett fjällskred 1720 då älven dämdes upp och sökte sig delvis nya vägar. Sjön öppnar sig mot Húnafjörður vid Húnavatnsós, eller Húnaós, som i äldre tid ofta brukades som hamn för havsgående skepp.
Húnavatn fick sitt namn omkring 890 då nybyggaren Ingemund den gamle på sjöisen lyckades infånga två isbjörnsungar (húnar), vilka senare skänktes till kung Harald Hårfager i Norge. Namnelementet húna- har därefter spridits, både till fjorden utanför och till bukten Húnaflói där fjorden ligger, liksom till administrativa områden, kanske därför att den gamla tingsplatsen Húnavatns þing, som låg på Þingeyrasandur (landbryggan mellan Hóp och Húnavatn), fick namn efter sjön. I anslutning till denna tingsplats byggdes under 1100-talet Islands första kloster, Þingeyraklaustur.